# Comic Blade Avarus
Monthly Comic Avarus, ou Comic Blade Avarus (月刊コミックアヴァルス, Gekkan Komikku Avarusu), parfois abrégé en seulement Avarus, est un magazine de prébublication de mangas mensuel de type shōjo crée par l'éditeur Mag Garden le 15 septembre 2007, dans le but de prendre la suite du Comic Blade Masamune ; il est toujours en cours de publication (numérique). Le magazine est notamment connu pour la publication de nombreux mangas peu connus, comme Utsurowazarumono -Breath of Fire IV-, d'Hitoshi Ichimura, ou Ken'en, dessiné par Hitoshi également.
Publié de manière mensuelle de septembre 2007 à septembre 2014, il n'est aujourd'hui que disponible à la lecture sur le site de sa maison d'édition Mag Garden.

## Histoire

### Version papier
Le magazine apparaît au Japon lors de sa première publication, le 15 septembre 2007, avec comme principal objectif de remplacer le Comic Blade Masamune, dont la dernière date de publication était le 15 juin 2007[réf. souhaitée]. Il était à ses débuts baptisé Monthly Comic Blade Avarus, avant d'être renommé le 15 septembre 2010 en Monthly Comic Avarus.
Il illustre la branche shōjo de la maison Mag Garden, en publiant la majorité du temps de nouvelles firmes, peu connues et destinées principalement à un public féminin et majoritairement adolescentes ou jeunes adultes. Toutefois, en héritier du Comic Blade Masamune, Avarus continua pendant quelques années à publier les manga shōnen que l'on pouvait habituellement feuilleter dans le Masamune.
7 ans après sa création, Avarus signe la fin de ses publications papiers, et devient à partir de septembre 2014 un magazine consultable uniquement en ligne.

### Version numérique
Le magazine, devenu un site numérique, prend ensuite un rythme de publication bimensuelle, son site s'actualisant tous les 1 et les 15 de chaque mois. Il devient également entièrement gratuit et sans nécessité d'inscription.

## Publication
Comme son nom l'indique, Monthly Comic Avarus  est un magazine mensuel. Ainsi, un nouveau numéro paraît chaque mois. À partir de son passage au numérique, son mode de publication se modifie pour devenir un magazine bimensuel gratuit à destination d'un public féminin, mais il continue de diffuser les mêmes firmes que sa version papier.
Son site est réactualisé tous les premier et quinzième du mois.

## Liste des séries
Le magazine a, depuis sa création en 2007, hébergé un grand nombre de séries.
| Titre                           | Première publication |
| ------------------------------- | -------------------- |
| Alice au royaume de Cœur        | 2008                 |
| Ametsuchi Darekare Soko Kashiko | 2014                 |
| Budanshi.                       | 2015                 |
| Carat!                          | 2007                 |
| Coffee to Hakuchuumu            | 2014                 |
| Dolls Code                      | 2013                 |
| Ken'en                          | 2015                 |
| Le Renard et le Petit Tanuki    | 2018                 |